# Tessalonika

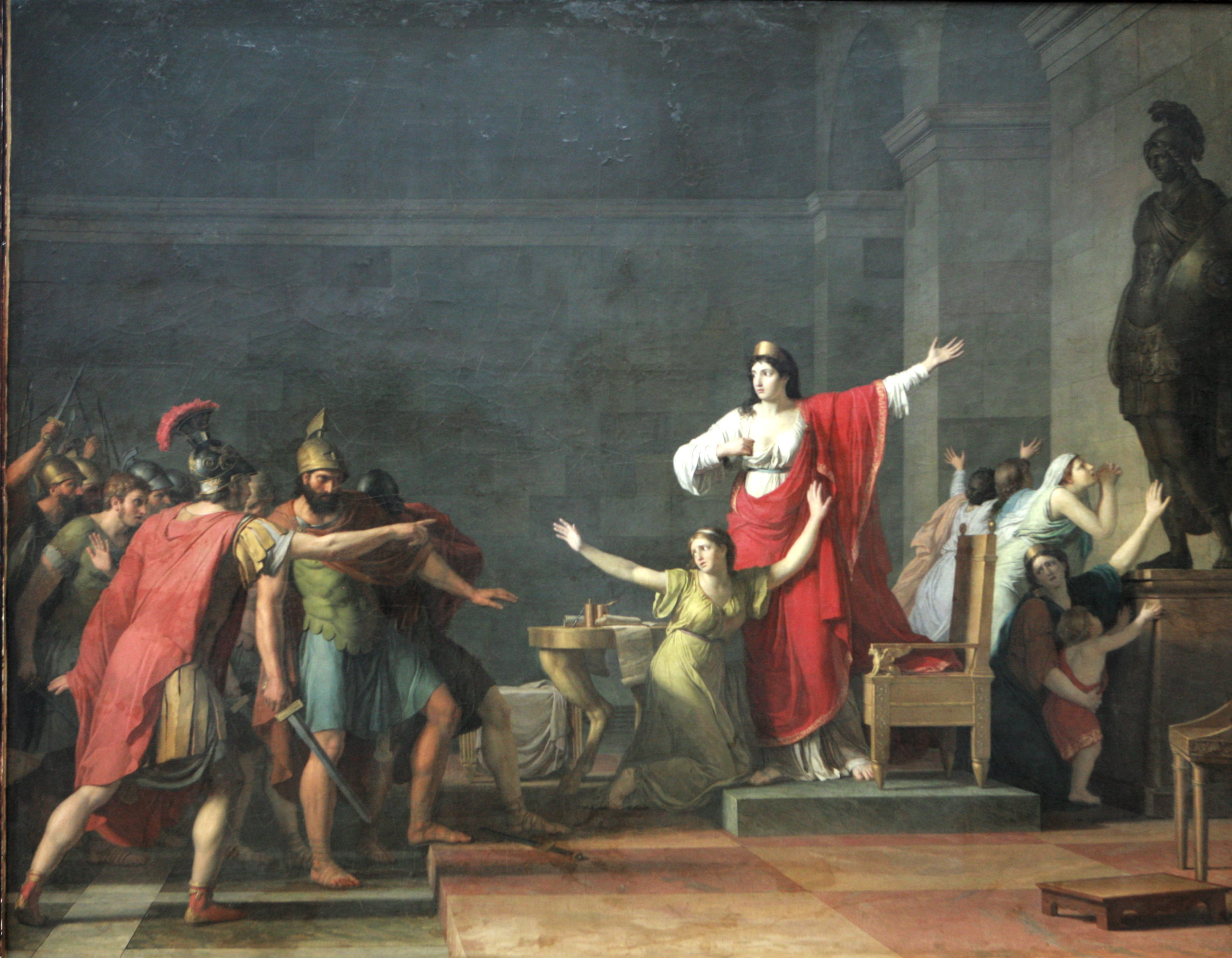
Tessalonika osłaniająca Olimpias przed Kassandrem (mal. Jean Joseph Taillasson, 1799)

Tessalonika (stgr. Θεσσαλονίκη Thessaloníkē) – córka króla macedońskiego Filipa II i Nikesipolis z Feraj; przyrodnia siostra Aleksandra Wielkiego i Filipa III. 
Matkę jej uważano za konkubinę lub jedną z wielu małżonek macedońskiego władcy. W istocie pochodziła z wybitnej tesalskiej rodziny i jej zaślubiny z Filipem odbyły się najpewniej jeszcze w 352 p.n.e. Imię jej córki znaczyło dosłownie „Zwycięstwo w Tesalii” i najprawdopodobniej nawiązywało do odniesionego przez Filipa nieco wcześniej w bitwie na Krokusowym Polu.
W okresie walk i sporów o przywództwo po Aleksandrze Wielkim oraz regencji Olimpias prawdopodobnie towarzyszyła (do 317 p.n.e.) swej macosze w jej rodzimym epirockim kraju Molossów, później przebywała z nią w obleganej przez Kassandra macedońskiej Pydnie, gdzie po kapitulacji wiosną 316 p.n.e. Olimpias w zaocznym procesie skazano na śmierć i dokonano stracenia. 
Wkrótce potem, 316 p.n.e. zmuszona została do poślubienia Kassandra, który dzięki temu dynastycznemu małżeństwu zalegalizował swą władzę nad Macedonią wobec zagrażającego mu konfliktu z rywalizującym Antygonem Jednookim. Jej imieniem nazwał ufortyfikowane miasto portowe, założone strategicznie nad Zatoką Termajską (obecnie Saloniki, ngr. Thessaloníki).
Według Pauzaniasza (Wędrówki po Helladzie IX 7,3), była matką trzech synów: Filipa (wcześnie zmarłego), Antypatra i Aleksandra, na których zachowała silny wpływ po śmierci Kassandra, lecz z biegiem czasu Antypater, zawistny o faworyzowanie młodszego brata Aleksandra, w 294 p.n.e. uśmiercił ją, próbując wygnać też brata (Plutarch, Żywoty sławnych mężów, Pyrrus VI, 2).      